# Rytina (technika tisku)
Rytina je grafická technika tisku z hloubky. Obvykle je tímto termínem označován mědiryt, ale obecně sem patří i další techniky rytí do kovu.

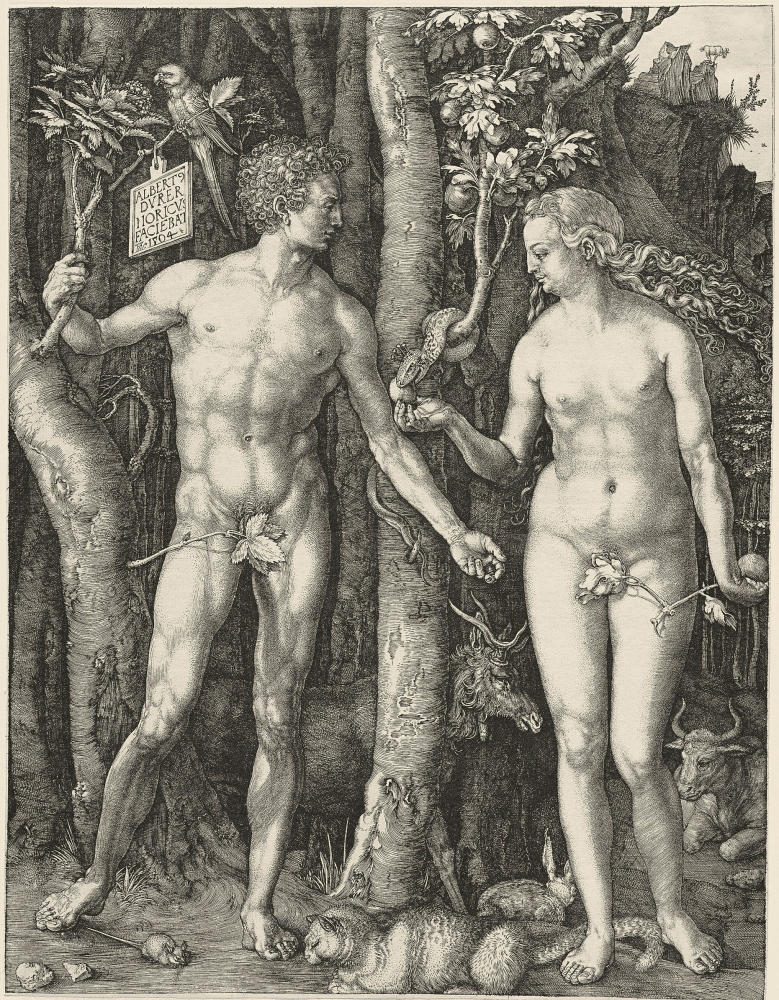
Albrecht Dürer (1471-1521), Adam a Eva, mědiryt 1504

## Rytí v kovu

### Mědiryt
Označení C2.

### Oceloryt
Označení C1. Oceloryt je převážně reprografickou technikou, která se užívá k tisku cenin.

### Suchá jehla
Označení C4. Suchá jehla je technika blízká mědirytu, která je technicky méně náročná ale poskytuje jen nízký počet kvalitních tisků.

### Puncovaná rytina
Stará technika příbuzná šrotovému tisku, ale na rozdíl od něj patří do grafických metod tisku z hloubky. Puncování funguje jako jehla při tečkovací technice a vyražené prohlubně se tisknou.

### Tečkovací technika
Tečkovací technika slouží zejména k tónované reprodukci kreseb a obrazů. Místo rydel se u ní užívá tečkovací kladívko a jehly.

### Průmyslové rytí
Ve druhé polovině 20. století se polygrafický průmysl vrátil k výrobě rytých matric. K tomuto účelu slouží automaty zvané klišografy (Klischograph), u nichž rytí obstarává elektronický systém a přesná mechanika. Předloha je skenována bod po bodu jako rastrový obrázek a stroj informaci převádí na elektrické a následně na mechanické impulsy rycí jehly. Lze tak vyrobit pérové i půltónové štočky z kovu nebo plastické hmoty. Některé klišografy převádějí předlohu do rastru paralelních linií, jiné na tradiční pravidelnou mřížku.
První pokusy s automatickým rytím byly provedeny roku 1951 a prototyp byl představen roku 1954. První stroje byly užívány pro reprodukci černobílých fotografií při tisku novin, kde se uplatnila rychlost zpracování. Další verze stroje, Vario Klischograph, představená roku 1958, byla schopna zvětšit či zmenšit předlohu a reprodukovala vícebarevné snímky na transparentním i reflexním povrchu. Helio-Klischograph z roku 1961 byl schopen rýt do oblých povrchů měditiskových válců.

## Rytina v jiných materiálech
Rytina do kamene, značená L4, je buď technika tisku z výšky (kamenoryt) nebo litografická rytina, která kombinuje tisk z hloubky a z plochy.
Rytina ve dřevě (dřevoryt, X2) a měkkých materiálech (olovoryt, X4, linoryt, X3) patří k technikám tisku z výšky.